# Offa
Offa var från 757 till sin död i juli 796 kung av det anglosaxiska kungariket Mercia, som låg i nuvarande Midlands i mellersta England. Under sin regeringstid utvidgade han sitt rike på bekostnad av kungariket Wessex i södra England. Mercia var under slutet av Offas regering det mäktigaste av de anglosaxiska rikena söder om Humber och de flesta anglosachsiska smårikena erkände Offas överhöghet. Han anses ha eftersträvat att göra slut på smårikenas självständighet under egna kungar.
Offa var son till Thingfrith och ättling till Eowa, en bror till kung Penda av Mercia, som hade härskat över Mercia ett århundrade tidigare. Offa kom till makten efter en tid av inbördeskrig, efter mordet på Æthelbald, genom att besegra Beornred, en annan tronpretendent. I början av Offas regeringstid är det troligt att han stärkte sin kontroll över folk i Midlands såsom hwiccerna och magonsæterna. Efter år 762, drog han nytta av oroligheterna i kungariket Kent och etablerade sig som överherre. Kring år 771 hade han även tagit kontroll över kungariket Sussex, även om hans maktposition utmanades i båda rikena. På 780-talet utökade han sin makt i större delen av södra England, genom att alliera sig med Beorhtric av Wessex, som gifte sig med Offas dotter Eadburh. Offa återfick även makten helt i de sydöstra delarna av England. Han blev även överherre över East Anglia, och lät halshugga kung Æthelberht II av East Anglia år 794, kanske för att denne hade gjort uppror mot honom.
Offa var en kristen kung, men han kom i konflikt med kyrkan, och särskilt med Jaenberht, ärkebiskop av Canterbury. Offa lyckades övertyga påve Hadrianus I att dela upp ärkestiftet Canterbury i två delar och skapade därmed ärkestiftet Lichfield. Offa kan ha gjort detta för att han ville att en ärkebiskop skulle välsigna hans son Ecgfrith av Mercia som kung, och det är möjligt att Jaenberht vägrade att utföra ceremonin, vilken ägde rum år 787.
Det finns många mynt kvar från Offas regeringstid. Dessa mynt visar eleganta avbildningar av honom, och den artistiska kvaliteten på bilderna är högre än den är på samtida frankiska mynt. Vissa av hans mynt har porträtt av hans maka, Cynethryth – den enda anglosaxiska drottning som någonsin porträtterats på ett mynt. Endast tre av Offas guldmynt finns bevarade. Ett mynt är en kopia av en abbasidisk dinar från 774, och har en arabisk text på den ena sidan och texten "Offa Rex" på den andra. Det är osäkert hur dessa mynt har använts, men de kan ha präglats för att användas som gåvor till Rom.
Många historiker, bland andra Stenton och Hunter Blair, betraktar Offa som den mäktigaste anglosaxiske kungen före Alfred den store. Hans makt sträckte sig aldrig till Northumbria, även om han gifte bort en dotter, Ælfflæd, till den northumbriska kungen Æthelred I år 792. Hans regeringstid betraktades en gång i tiden av historiker som del av den process som ledde till ett enat England, men den uppfattningen är inte längre en majoritetsuppfattning. En nutida historiker, Keynes, anser att "Offa drevs av maktlust, inte av en vision om ett enat England: och han efterlämnade ryktbarhet, inte ett arv."  Offa avled år 796 och efterträddes av sonen Ecgfrith, som regerade i mindre än fem månader innan Coenwulf av Mercia blev kung.

## Bakgrund och källor

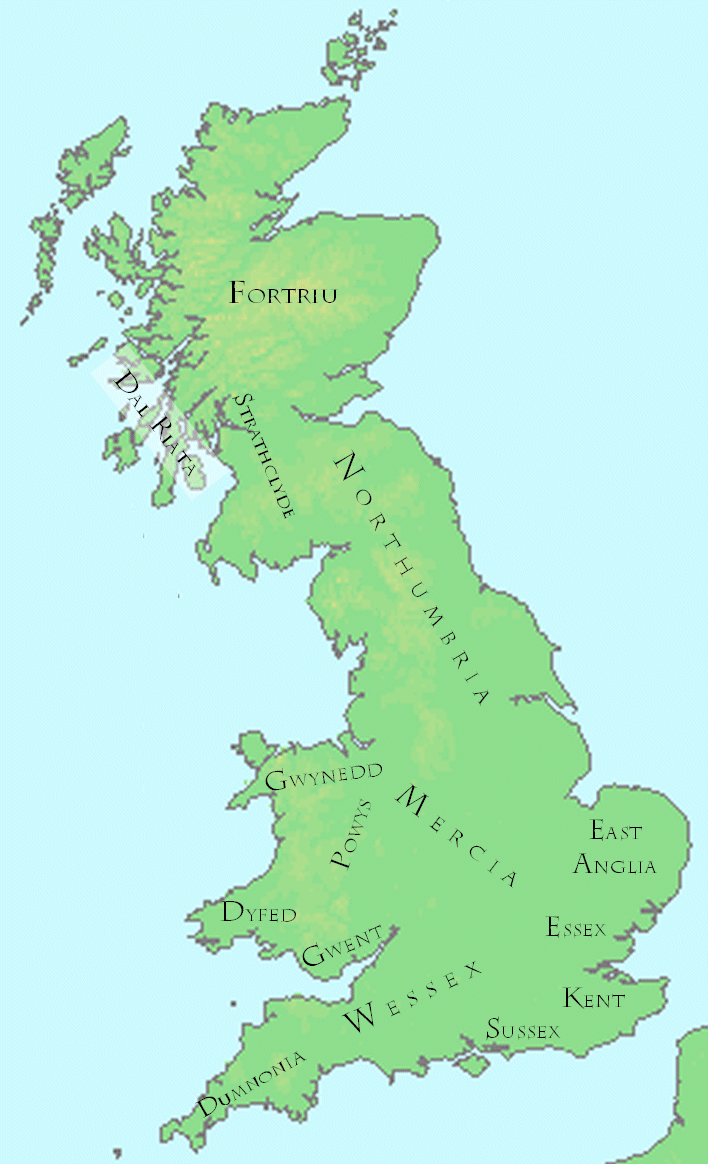
Kungadömena i Britannien under Offas regeringstid.

Under den första hälften av 700-talet var den dominerande anglosaxiska härskaren kung Æthelbald av Mercia, som år 731 hade blivit överherre över alla provinser söder om floden Humber. Æthelbald var en av flera mäktiga merciska kungar som styrde från mitten av 700-talet till det tidiga 800-talet, och det var inte förrän Egbert av Wessex’ regeringstid på 800-talet som den merciska makten började att avta.
Offa blev en av de mest betydelsefulla härskarna under den tidiga medeltiden på de brittiska öarna, även om ingen samtida biografi finns bevarad. En nyckelkälla till perioden är Anglosaxiska krönikan, en samling av annaler på fornengelska som beskriver anglosaxarnas historia. Krönikan var dock en västsaxisk produktion, och är därför ibland vinklad till Wessex’ fördel och beskriver kanske därför inte merciern Offas makt på ett korrekt sätt. Den makten kan dock avläsas i anglosaxiska privilegiebrev från Offas regeringstid. Privilegiebrev är dokument som visar förläningar till anhängare eller kyrkomän och som bevittnades av de kungar som hade makten att förläna. Privilegiebrev kan ha namnet på både en underkung och hans överherre på den bifogade vittneslistan. En sådan vittneslista kan ses på exempelvis Ismerediplomet, där Æthelric, son till kung Oshere av Hwicce, beskrivs som "subregulus", eller underkung till Æthelbald. Beda venerabilis, en munk och krönikör på 700-talet, skrev en krönika över den engelska kyrkan kallad Historia ecclesiastica gentis Anglorum. Den täcker bara händelser fram till 731, men som en av de viktigare anglosaxiska historiska källorna utgör den en viktig bakgrund till Offas regeringstid.
Försvarsverket Offa's Dyke, som man tror till största delen byggdes under Offas regeringstid, visar vilka resurser Offa hade till sitt förfogande och hans förmåga att organisera dem. Bland övriga bevarade källor finns ett problematiskt dokument känt som Tribal Hidage, vilket kan vara ytterligare ett bevis för Offas räckvidd som härskare, även om tillskrivningen av det till hans regeringstid är omdebatterad. En stor samling brev finns bevarad från denna tid, särskilt från Alcuin, en engelsk dekan och lärd som tillbringade över ett decennium vid Karl den stores hov som en av hans viktigaste rådgivare och som korresponderade med kungar, adelsmän och präster i hela England. Dessa brev i synnerhet visar Offas relation med kontinenten, liksom hans myntprägling, som baserades på karolingiska exempel.

## Härkomst och familj

Offas närmaste släktförhållanden.

Offas härkomst redovisas i Anglian collection, en samling av ättelängder som inkluderar fyra merciska kungasläkter. Alla släkterna härstammar från Pybba, som härskade i Mercia i början av 600-talet. Offas släktlinje går genom Pybbas son Eowa och sedan genom ytterligare tre generationer: Osmod, Eanwulf, och Offas far Thingfrith. Æthelbald, som styrde Mercia före Offa, härstammade också från Eowa enligt ättelängderna. Offas farfar, Eanwulf, var Æthelbalds syssling. Æthelbald förlänade mark till Eanwulf i hwicceområdet, och det är möjligt att Offa och Æthelbald hörde till samma gren av släkten. I ett privilegiebrev omnämner Offa Æthelbald som sin släkting och Headbert, Æthelbalds bror, fortsatte att bevittna privilegiebrev efter att Offa kommit till makten.
Offas hustru var Cynethryth, vars härkomst är okänd. Paret hade en son, Ecgfrith, och fyra döttrar: Ælfflæd, Eadburh, Æthelburh, och Æthelswith. Det har spekulerats kring om Æthelburh, som blev abbedissa, var den abbedissa som var släkt med kung Ealdred av Hwicce. Det fanns dock andra betydelsefulla kvinnor vid namn Æthelburh under denna tid.

## Tidig regeringstid
Æthelbald, som hade styrt Mercia sedan 716, mördades år 757. Enligt en senare fortsättning av Bedas Historia Ecclesiastica, skriven anonymt efter Bedas död, blev kungen "försåtligt mördad om natten av sina egna livvakter", även om orsaken till deras handling inte anges. Æthelbald efterträddes först av Beornred, om vilken man inte vet särskilt mycket. Fortsättningen av Historia Ecclesiastica nämner att Beornred härskade under en kort tid, att Offa tog makten med våld och att Beornred tvingades att fly. Det är dock möjligt att Offa inte erövrade tronen förrän 758, eftersom ett dokument från 789 beskriver att Offa då var på sitt trettioförsta regeringsår.
Tronstriderna gjorde att Offa troligtvis måste återetablera kontrollen över Mercias traditionella besittningar så som Hwicce och Magonsæte. I privilegiebrev från de första två åren av Offas regeringstid omnämns de hwicciska kungarna som reguli, eller underkungar, under honom och det är troligt att han snabbt fick kontroll över Magonsæte, där det inte finns något som kan dokumentera existensen av någon självständig härskare efter år 740. Offa kontrollerade troligtvis även kungariket Lindsey på ett tidigt stadium, eftersom den självständiga dynastin i Lindsey tycks ha försvunnit vid denna tid.
Mycket lite är känt om kungariket Essex' historia under 700-talet, men de bevis som finns tyder på att både London och Middlesex, som hade varit del av kungariket Essex, kom under mercisk kontroll under Æthelbalds regeringstid. Både Æthelbald och Offa förlänade land i Middlesex och London som de själva önskade; i ett privilegiebrev från år 767 avyttrade Offa land i Harrow utan den lokala härskaren som vittne. Det är troligt att både London och Middlesex kom under Offas kontroll i början av hans regeringstid. Det östsaxiska kungahuset överlevde 700-talet, så det verkar som att kungariket Essex hade kvar sina ursprungliga härskare, men under starkt merciskt inflytande, under större delen av eller hela 700-talet.
Det är inte särskilt troligt att Offa under de första åren av sin regeringstid hade särskilt stort inflytande utanför det centrala merciska området. Överherrskapet över södra England, som Æthelbald hade utövat, verkar ha fallit samman under tronstriderna, och det var inte förrän år 764, då bevis framträder för Offas inflytande i Kent, som den merciska makten utökades igen.

## Kent och Sussex

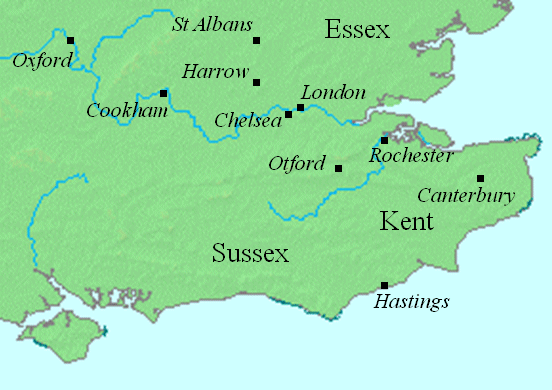
Sydöstra England med platser kopplade till Offa.

Offa tycks ha utnyttjat den instabila situationen i Kent efter år 762. Kent hade en lång tradition av ett tudelat kungarike. Östra och västra Kent hade separata kungar, även om en av dem var dominerande. Före år 762 hade Kent styrts av Æthelberht II och Eadberht I. Eadberhts son Eardwulf är också omnämnd som kung. Æthelberht avled år 762 och Eadberht och Eardwulf omnämns sista gången samma år. Privilegiebrev från de följande två åren nämner andra kungar av Kent, däribland Sigered, Eanmund och Heahberht. År 764 förlänade Offa land i Rochester i sitt eget namn, med Heahberht på vittneslistan som kung av Kent. En annan kung av Kent, Egbert, förekommer på ett privilegiebrev år 765 tillsammans med Heahberht. Detta privilegiebrev bekräftades senare av Offa. Offas inflytande i Kent vid denna tid är klart, och det har föreslagits att Heahberht sattes på tronen av Offa. Historikerna är dock inte eniga om Offa därefter hade generellt överherrskap i Kent. Det är känt att han återkallade ett av Egberts privilegiebrev på grund av att "det var fel att hans undervasall skulle ha förlänat land som tilldelats honom av hans herre utan ett vittne", men datumet på Egberts original är okänt, liksom Offas återkallande av det. Det kan vara så att Offa var överherre i Kent från 764 till åtminstone 776. De begränsade bevisen att Offa var direkt inblandad i styret i riket mellan 765 och 776 består av två privilegiebrev från år 774 i vilka han förlänar land i Kent, men deras äkthet är ifrågasatt, så Offas ingripanden i Kent före år 776 kan ha begränsats till åren 764–765.
Anglosaxiska krönikan redogör för att "mercierna och befolkningen i Kent stred i Otford" år 776, men nämner inte hur det gick i slaget. Det har tolkats som om det blev en mercisk seger, men det finns inga bevis för att Offa tagit makten över Kent förrän år 785: ett privilegiebrev från år 784 nämner bara en kentisk kung vid namn Ealhmund, vilket kan tyda på att mercierna faktiskt besegrades vid Otford. Anledningen till konflikten är också okänd. Om Offa härskade i Kent före år 776, kan slaget i Otford ha varit ett uppror mot mercierna. Ealhmund omnämns dock inte igen, och en samling av privilegiebrev utfärdade av Offa åren 785 – 789 visar tydligt hans maktposition. Under dessa år behandlade han Kent som "en ordinär provins i det merciska riket", och hans agerande har ansetts överskrida normalt överherrskap och gå så långt som till annektering och eliminering av den lokala kungliga ätten. Efter år 785 var Offa, enligt en historiker, "motståndare, inte överherre till de kentiska kungarna.". Mercisk kontroll varade fram till år 796, samma år som Offa dog, då Eadberht Praen tillfälligt lyckades att återfå Kents självständighet.
Ealhmund var troligtvis far till Egbert av Wessex, och det är möjligt att Offas agerande i Kent under mitten av 780-talet är kopplat till Egberts exil till Frankerriket. Krönikan menar att då Egbert invaderade Kent år 825, vände sig männen i sydöst till honom "eftersom de tidigare orättfärdigt tvingats iväg från hans släktingar". Detta syftar troligen på Ealhmund, och kan innebära att Ealhmund hade ett lokalt överherrskap över de sydöstra rikena. Om så var fallet syftade Offas intervention troligen till att ta kontroll över detta förhållande och ta över dominansen över de associerade rikena.
De bevis som finns för Offas inblandning i kungariket Sussex kommer från privilegiebrev och precis som med Kent är historikerna inte eniga om händelseförloppet. De få återstående uppgifterna tyder på att flera kungar regerade samtidigt i Sussex, och det kanske aldrig utgjorde ett enat kungarike. Det har föreslagits att Offas auktoritet erkändes av lokala kungar i västra Sussex, men att östra Sussex (kring Hastings) inte var lika villiga att underkasta sig honom. Simeon av Durham, en krönikeskrivare från 1300-talet, skrev att Offa år 771 besegrade "folket i Hastings" vilket kan tyda på att Offa då utökade sin kontroll över hela riket. Äktheten hos de privilegiebrev som styrker denna version har dock ifrågasatts, och det är möjligt att Offas direkta inflytande i Sussex begränsade sig till åren 770 – 771. Efter år 772 finns det inga bevis för mercisk inblandning i Sussex förrän omkring 790, och det kan vara så Offa tog kontroll över Sussex i slutet av 780-talet, så som han gjorde i Kent.

## East Anglia, Wessex och Northumbria
Beonna blev troligen kung av East Anglia år 758. Beonnas första mynt är äldre än Offas vilket tyder på självständighet från Mercia. East Anglias påföljande historia är något oklar, men år 779 blev Æthelberht II kung och var självständig länge nog för att slå egna mynt. År 794 beordrade Offa, enligt Anglosaxiska krönikan, att kung Æthelberht skulle halshuggas. Offa lät prägla pennies i East Anglia i början av 790-talet, så det är troligt att Æthelberht gjort uppror mot Offa, och därför blev halshuggen. Det finns redogörelser kring att Aethelberht skulle ha dödats efter en komplott av Offas hustru Cynethryth, men de tidigaste dokument där dessa påståenden förekommit är från 1200- och 1300-talet, och nutida historiker litar inte på dessa. Enligt denna legend ska Æthelberht ha dödats i Sutton St. Michael och begravits 6 km söderut, i Hereford, som blev en kultplats, och under en tid den näst främsta pilgrimsdestinationen efter Canterbury.
I Wessex, söder om Mercia, kom Cynewulf till makten år 757 och erövrade mycket av de gränsterritorier som Æthelbald hade erövrat från västsaxarna. Offa vann en viktig seger över Cynewulf i slaget vid Bensington i Oxfordshire år 779, och återerövrade en del land längs Themsen. Det finns inga odiskutabla autentiska privilegiebrev före det datumet som visar att Cynewulf hörde till Offas följe och det finns inga bevis för att Offa någonsin blev Cynewulfs överherre. År 786, efter mordet på Cynewulf, kan Offa ha ingripit för att sätta Beorhtric på Wessex' tron. Även om Offa inte stödde Beorhtrics tronanspråk, verkar det troligt att Beorhtric i viss utsträckning betraktade Offa som sin överherre kort därefter. Offas valuta användes över det västsaxiska riket och Beorhtric präglade inga egna mynt förrän efter Offas död. År 789 gifte sig Beorhtric med Eadburh, en av Offas döttrar. Enligt Krönikan skickade de båda kungarna Egbert i exil i Frankerriket i "tre år", med kommentaren att Beorhtric hjälpte Offa eftersom Offas dotter var Beorhtrics drottning. Vissa historiker menar att krönikans "tre år" var ett skrivfel, att det egentligen skulle vara "tretton år", vilket skulle innebära att Egberts exil varade från 789 till 802, men denna tolkning är omdebatterad. Eadburh omnämns av Asser, en 800-talsmunk som skrev en biografi över Alfred den store: Asser menade att Eadburh hade "makt i större delen av riket" och att hon "började bete sig som en tyrann på samma sätt som sin far". Oavsett vilken makt hon hade i Wessex var den utan tvivel sammankopplad med faderns överherrskap. Egbert tog över Wessex' tron efter Beorhtrics död år 802.
Om Offa inte fick kontroll över Wessex förrän han besegrade Cynewulf år 779, kan hans framgångar söder om floden ha varit nödvändiga för att han skulle kunna agera i sydöst. Enligt denna uppfattning var Egbert av Kents död år 784 och Cynewulfs död år 786 de händelser som lät Offa få kontroll över Kent och föra in Beorhtric inom sin inflytandesfär. Denna uppfattning förutsätter att Offa inte hade kontroll över Kent efter 764–765, som vissa historiker menar.
Offas dotter Ælfflæd gifte sig med Æthelred I av Northumbria i Catterick år 792. Det finns dock inga bevis för att Northumbria någonsin var under mercisk kontroll under Offas regeringstid.

## Wales och Offa's Dyke
Offa var ofta i konflikt med olika walesiska riken. Ett slag utkämpades mellan mercier och walesare vid Hereford år 760, och Offa stred mot walesarna år 778, 784 och 796 enligt Annales Cambriae från 900-talet.

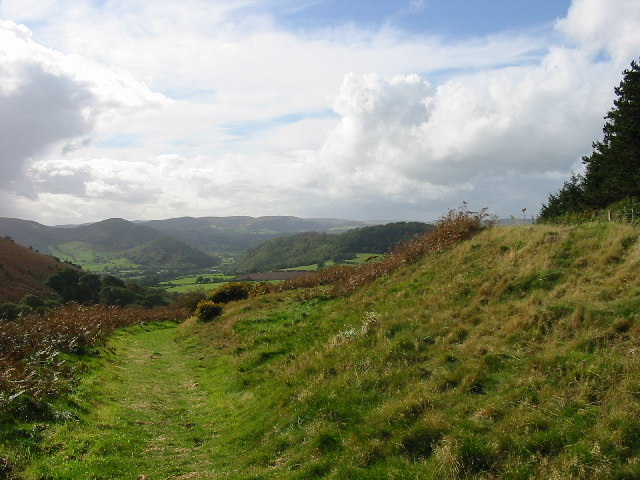
Längs Offa's Dyke, nära Knill, Herefordshire

Den mest kända fornlämningen från Offas tid är Offa's Dyke, en stor försvarsvall som löper ungefär längs gränsen mellan England och Wales. Den omnämns av munken Asser i hans biografi över Alfred den store: "en viss energisk kung vid namn Offa...lät bygga en stor försvarsvall mellan Wales och Mercia från hav till hav." Försvarsvallen har inte daterats med arkeologiska metoder, men de flesta historiker ser inga skäl till att tvivla på Assers tillskrivande. Tidiga namn för vallen på både walesiska och engelska stöder att den tillskrevs Offa. Trots Assers kommentar om att vallen löpte från "hav till hav" tror man numera att det ursprungliga byggnadsverket endast löpte längs två tredjedelar av gränsen: i norr slutar den nära Llanfynydd, mindre än 8 km från kusten, medan den i söder slutar vid Rushock Hill, nära Kington i Herefordshire, mindre än 80 km från Bristol Channel. Den totala längden på denna sektion är omkring 103 km. Det finns andra jordvallar längs den walesiska gränsen, av vilka Wat's Dyke är en av de största, men det är omöjligt att datera dem i jämförelse, så man kan inte avgöra om Offa's Dyke var en kopia av, eller inspiration till Wat's Dyke.
Konstruktionen av försvarsvallen tyder på att den byggdes för att skapa en effektiv barriär och för att kunna se ut över Wales. Detta tyder på att de mercier som byggde den fritt kunde välja det bästa läget för vallen. Det finns bosättningar väster om vallen som har namn som tyder på att de var engelska under 700-talet, så det är möjligt att mercierna genom att välja detta läge medvetet gav upp visst territorium. Ett alternativ är att dessa bosättningar redan hade återtagits av walesarna, vilket innebär att vallen hade en försvarsfunktion. De ansträngningar och de kostnader som byggandet av försvarsvallen borde ha inneburit är imponerande och det tyder på att den kung som lät bygga den, oavsett om det var Offa eller någon annan, hade betydande resurser till sitt förfogande.

## Kyrkan
Offa härskade som en kristen kung, men trots att han hyllades av Karl den stores rådgivare, Alcuin, för sin fromhet och ansträngningar att "lära [sitt folk] Guds föreskrifter", kom han i konflikt med Jaenberht, ärkebiskop av Canterbury. Jaenberht hade stött Egbert II av Kent, vilket kan ha lett till konflikten på 730-talet, då det är känt att Offa ingrep i Kent. Offa återkallade Egberts förläningar till Canterbury, och det är även känt att Jaenberht gjorde anspråk på klostret i Cookham, som var i Offas ägo.
År 786 sände påve Hadrianus I påvliga legater till England för att bedöma den engelska kyrkans tillstånd och förse den med kanon som vägledning för de engelska kungarna, adelsmännen och prästerna. Detta var den första påvliga missionsresan till England sedan Augustinus hade sänts av påve Gregorius den store år 597 för att omvända anglosaxarna. Legaterna var Georg, biskop av Ostia, och Theophylactus, biskop av Todi. De besökte Canterbury först, och mottogs sedan av Offa vid hans hov. Både Offa och Cynewulf, kung över västsaxarna, var på ett möte där missionens mål diskuterades. Georg for sedan till Northumbria, medan Theophylactus besökte Mercia och "delar av Britannien". En rapport från legaterna till påve Hadrianus redogör för detaljer kring ett möte som Georg höll i Northumbria, och de kanon som utfärdades där, men det finns inte mycket detaljer kring Theophylactus uppdrag. Efter mötet i norr återvände Georg till de södra delarna där ännu ett möte hölls, där både Offa och Jaenberht deltog, och fler kanon utfärdades.

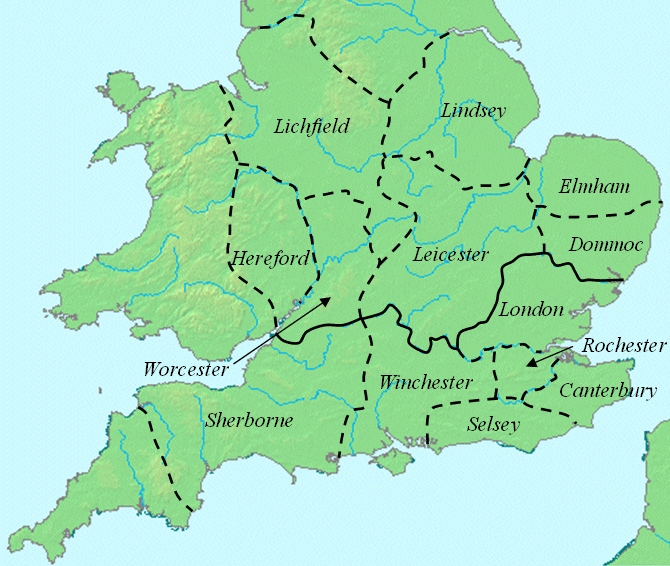
Stiften i England under Offas regeringstid. Gränsen mellan ärkestiften Lichfield och Canterbury är tydligt markerad.

År 787 lyckades Offa minska Canterburys makt genom att Lichfields stift upphöjdes till ärkestift. Detta måste ha diskuterats med de påvliga legaterna år 786, även om det inte finns några dokument kvar som styrker detta. Anglosaxiska krönikan redogör för en "omstridd synod" i Chelsea år 787, som godkände grundandet av det nya ärkebiskopstiftet. Det har föreslagits att denna synod i själva verket var legaternas andra möte, men historikerna är inte eniga om detta. Hygeberht, redan biskop av Lichfield, blev det nya ärkestiftets första och enda ärkebiskop och i slutet av 788 mottog han palliet från Rom, en symbol för hans auktoritet. Det nya ärkestiftet omfattade stiften Worcester, Hereford, Leicester, Lindsey, Dommoc och Elmham; dessa hörde till det angliska midlandområdet. Ärkebiskopen av Canterbury behöll stiften i söder och sydöst.
De få redogörelser som finns kring skapandet av det nya ärkestiftet är daterade efter Offas regeringstid. Två versioner av händelserna finns i en korrespondens mellan Coenwulf, som blev kung av Mercia kort efter Offas död, och påve Leo III, år 798. Coenwulf hävdar i sitt brev att Offa velat att det nya ärkestiftet skulle skapas på grund av hans fiendskap med Jaenberht, men Leo svarade att den enda anledningen till att påvedömet godkände skapandet var kungariket Mercias storlek. Både Coenwulf och Leo hade sina egna anledningar att se på situationen som de gjorde: Coenwulf bad Leo att göra London till det enda södra ärkestiftet, medan Leo ville undvika att framstå som delaktig i de ovärdiga handlingar som Coenwulf tillskrev Offa. Både storleken på Offas område och hans relation till Jaenberht var troligtvis faktorer som ledde till att Offa bad om att ett nytt ärkestift skulle bildas. Coenwulfs version stöds av ett brev från Alcuin till ärkebiskop Æthelheard som menade att Canterburys ärkestift hade delats, "inte efter genomtänkt avvägning, som det verkar, utan en viss maktlust". Æthelheard sade själv senare att Lichfield belönades med palliet tack vare "bedrägeri och vilseledande förslag".
En annan möjlig anledning till att ärkestiftet Lichfield bildades handlar om Offas son Ecgfrith. Efter att Hygeberht blev ärkebiskop välsignade han Ecgfrith som kung: ceremonin ägde rum inom ett år efter att han blivit ärkebiskop. Det är möjligt att Jaenberht vägrade att genomföra ceremonin och att Offa därför behövde en alternativ ärkebiskop. Ceremonin är anmärkningsvärd i sig av två anledningar; det är den första dokumenterade välsignelsen av en engelsk kung och det är ovanligt att den ägde rum medan fadern fortfarande var i livet. Offa kan ha känt till att Karl den stores söner Pippin och Ludvig, hade välsignats som kungar av påve Hadrianus, och ville troligen efterlikna det frankiska hovet. Tidigare prejudikat finns: Æthelred av Mercia sägs ha utsett sin son Coenred som kung under sin livstid, och Offa kan ha känt till bysantinska exempel på kunglig välsignelse.
Trots bildandet av ett nytt ärkestift behöll Jaenberht sin position som den främste prästen i riket, och Hygeberht erkände hans företräde. När Jaenberht avled år 792 ersattes han av Æthelheard, som välsignades av Hygeberht, som nu i sin tur var den överordnade. Æthelheard tycks ha bevittnat privilegiebrev och lett synoder utan Hygeberht, så det verkar som att Offa fortsatte att respektera Canterburys auktoritet.
Ett brev från påve Hadrianus till Karl den store nämner Offa, men det är oklart när det skrevs; det kan ha varit så tidigt som 784 eller så sent som 791. I det skriver Hadrianus om ett rykte som nått honom: Offa påstods ha föreslagit att Hadrianus skulle avsättas och ersättas av en frankisk påve. Hadrianus hävdar att han inte tror på ryktet men det märks att det hade bekymrat honom. De fiender till Offa och Karl den store som Hadrianus antog var källan till dessa rykten namnges inte. Det är oklart om brevet är relaterat till legaternas missionsresa år 786; om det skrevs före, kan missionsresan ha skett för att nå försoning, men brevet kan lika gärna ha skrivits efter missionsresan.
Offa var en generös beskyddare av kyrkan, och grundade flera kyrkor och kloster, ofta tillägnade Petrus. Bland dessa var klostret i St Albans som troligen grundades i början av 790-talet. Han lovade dessutom Rom 365 mancuser årligen; en mancus motsvarade trettio silvermynt. Genom kontroll över religiösa byggnader kunde den tidens härskare skapa en trygghet för sin familj och Offa såg till (genom påvliga privilegier) att många av dem skulle förbli i hans hustrus eller hans barns ägo efter hans död. Denna princip att behandla religiösa byggnader som världsliga egendomar är en förändring från 700-talets början, då många privilegiebrev visar på grundande av, och donationer till, små klosterkyrkor snarare än att man överlät land till lekmän. På 770-talet hade en abbedissa vid namn Æthelburh (som kan vara samma person som Offas dotter med samma namn) flera arrenden i hwicceområdet. Æthelburhs ägande av dessa landområden förebådade Cynethryths kontroll över religiösa landområden, och mönstret fortsatte under början av 800-talet med Cwoenthryth, dotter till kung Coenwulf.
Det var antingen Offa eller Ine av Wessex som enligt traditionen ska ha grundat Schola Saxonum i Rom, i vad som idag är den romerska rionen Borgo. Schola Saxonum tog sitt namn från den saxiska milis som tjänade i Rom, men kom att utvecklas till en gästgivargård för engelska besökare i staden.

## Europeiska band
Offas diplomatiska relationer med Europa är väldokumenterade, men bara från de sista tolv åren av hans regeringstid. I privilegiebreven från slutet av 780-talet och början av 790-talet gratulerar Alcuin Offa för att han befrämjade utbildning och hälsar till Offas hustru Cynethryth och hans son Ecgfrith. Omkring år 789, eller något tidigare, föreslog Karl den store att hans son Karl skulle gifta sig med en av Offas döttrar, troligtvis Ælfflæd. Offa svarade med en förfrågan om att hans son Ecgfrith skulle gifta sig med Karl den stores dotter Bertha. Karl den store blev ursinnig över detta och avbröt all förbindelse med Britannien och förbjöd engelska skepp att angöra vid hans hamnar. Alcuins brev klargör att konflikten inte var över i slutet av 790 och att han hoppades att han skulle kunna hjälpa till att skipa fred. Slutligen kunde konflikten lösas, delvis med hjälp av Gervold, abbot på Saint-Wandrille.
Karl den store sökte stöd från den engelska kyrkan vid kyrkomötet i Frankfurt år 794, där de kanon som godkändes år 787 vid andra konciliet i Nicaea förkastades och de två spanska biskoparna Felix och Elipandus kätteri fördömdes. År 796 skrev Karl den store till Offa. Detta bevarade brev refererar till ett tidigare brev som Offa skrivit till Karl den store. Korrespondensen mellan dessa två kungar är de första bevarade dokumenten i engelsk diplomatihistoria. Brevet handlar huvudsakligen om engelska pilgrimers status på kontinenten och om diplomatiska gåvor, men det avslöjar mycket om relationen mellan engelsmännen och frankerna. Karl den store refererar till Offa som sin "broder", och nämner handel med svarta stenar som skickats från kontinenten till Europa och mantlar (cloaks) eller möjligtvis tyger (cloths), som skickats från England till Frankerriket. Karl den stores brev nämner även landsflyktingar från England, som Odberht, som nästan säkert är samma person som Eadberht Praen. Egbert av Wessex var en annan person vid Karl den stores hov som var i landsflykt från Offa. Det är tydligt att Karl den store stödde personer som var motståndare till Offa; förutom att han hyste Egbert och Eadberht skickade han även gåvor till Æthelred I av Northumbria.
Händelserna i södra Britannien fram till 796 har ibland beskrivits som en maktkamp mellan Karl den store och Offa, men skillnaden mellan deras makt var enorm. År 796 hade Karl den store blivit härskare över ett rike som sträckte sig från Atlanten till den stora ungerska slätten Pustan, och Offa, och senare Coenwulf, var helt klart bifigurer i jämförelse.

## Styre
Det finns två huvudteorier angående de merciska kungarna under denna period. En är att olika grenar av den kungliga familjen kämpade om tronen. I mitten av 600-talet placerade till exempel Penda kungliga släktingar på troner för att kontrollera erövrade provinser. Den andra teorin är att flera olika släktgrupper med lokal makt stred om tronen. Underkungarikena som Hwicce, Tomsæte, och de oidentifierade Gaini är exempel på sådana maktbaser. Äktenskapsallianser kan även ha spelat in. Konkurrerande stormän, som i privilegiebreven omnämns som "dux" eller "princeps" (det vill säga ledare), kan ha fört fram kungarna till makten. Enligt denna modell är de merciska kungarna något mer än ledande adelsmän. Offa tycks ha försökt att öka stabiliteten i det merciska kungadömet, både genom att eliminera kungliga rivaler till sonen Ecgfrith, och genom en minskning av de underordnades kungarnas status, ibland till ealdorman-nivå. Han lyckades dock inte, Ecgfrith överlevde bara några få månader vid makten och under 800-talets fortsatte Mercia att hämta sina kungar från flera olika kungliga grenar.
Det finns bevis för att Offa lät bygga en samling av borgar (på engelska burh), eller befästa städer. Var de låg är inte historikerna eniga om, men det kan ha rört sig om Bedford, Hereford, Northampton, Oxford och Stamford. Förutom att ha använts som försvarsanläggningar tros dessa ha varit administrativa center och som regionala marknader och detta tyder på en förändring i den merciska ekonomin från dess ursprung som en grupp av midlandfolk. Borgarna är föregångare till det försvarsnätverk som framgångsrikt användes av Alfred den store för att hantera de danska invasionerna. Det är dock möjligt att Offa inte insåg de ekonomiska förändringar som kom i samband med borgarna, så man kan inte säkert anta att han hade kunnat föreställa sig alla dess fördelar. År 749, hade Æthelbald av Mercia utfärdat ett privilegiebrev som befriade prästerskapet från alla förpliktelser utom kravet att bygga fort och broar – förpliktelser som ålades alla, som en del av den treknutade förpliktelsen (lat: trinoda necessitas; tredelad skatt för byggande och underhåll av broar och försvarsverk samt militärtjänstgöring). Offas kentiska privilegiebrev visar att han la ut samma bördor på de som förlänades land där och detta kan ha varit ett tecken på att dessa förpliktelser spreds utanför Mercia. Dessa bördor var del av Offas svar mot hotet från "hedniska sjömän".
Offa utfärdade lagar i sitt namn, men det finns inga detaljer bevarade. De är endast kända eftersom de nämndes av Alfred den store, som bakgrund till Alfreds egna lagar. Alfred menar att han i sina lagar inkluderat Offas, Ine of Wessex' och Æthelberht av Kents som han fann var de rättvisaste, Lagarna kan ses som en självständig lagbok, men det är också möjligt att Alfred syftar på legaternas missionsresa år 786, som utfärdade stadgar som mercierna åtagit sig att lyda.

## Mynt
I början av 700-talet var sceatta-mynt den vanligaste mynttypen. De var små silverpennies, som varken hade något namn på bankiren eller kungen som låtit prägla dem. På den tiden kallades de troligtvis pennies och var de mynt som omnämndes av Ine av Wessex. Dessa lätta mynt (jämfört med de tyngre mynt som präglades senare under Offas regeringstid) är troligen från slutet av 760-talet och början av 770-talet. En annan mellantung mynttyp kom i början av 790-talet. Dessa nya mellantunga mynt var tyngre, bredare och tunnare än de pennies som de ersatte, och stöddes av samtida karolingiska valutareformer. De nya mynten bar både Offas namn och namnet på den bankir på vars myntverk de präglats. Myntreformen tycks ha sträckt sig utanför Offas myntverk, även kungarna i East Anglia, Kent och Wessex lät alla prägla de nya tyngre mynten vid denna tid.
Vissa av mynten från Offas regeringstid bär namnen på ärkebiskoparna av Canterbury, Jaenberht och, efter 792, Æthelheard. Jaenberhts hör till den gamla, lätta mynttypen. Det finns även bevis för att mynt präglades av Eadberht, som var biskop av London på 780-talet, och möjligtvis tidigare. Offas dispyt med Jaenberht kan ha lett till att han gav Eadberht rätten att prägla mynt, vilket sedan kan ha återkallats när stiftet Lichfield upphöjdes till ärkestift.

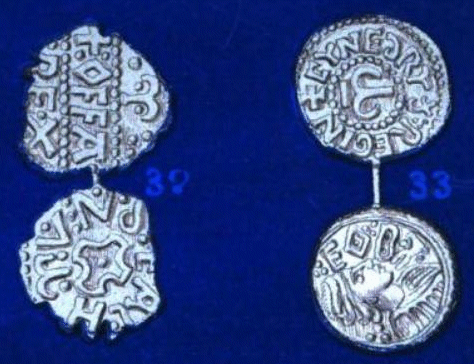
Två silverpennies från Offas regeringstid. Den högra har drottning Cynethryths porträtt.

De mellantunga mynten hade hög artistisk kvalitet, högre än samtida frankisk valuta. Myntporträtt av Offa har beskrivits "fint utförda på ett sätt som unikt i hela den anglosaxiska mynthistorien". Avbildningarna av Offa på mynten uppvisar ett elegant porträtt av honom med håret i stora lockar och ett annat där han bär lugg och mindre lockar. På vissa mynt bär han halsband med en berlock. Dessa variationer tyder på att Offas myntpräglare kunde hämta inspiration från olika artistiska källor.
Offas drottning, Cynethryth, var den första och enda anglosaxiska drottning som någonsin porträtterats på mynt, i en anmärkningsvärd serie av pennies som präglades av bankiren Eoba. Dessa var inspirerade av samtida mynt från den bysantinske kejsaren Konstantin VI, som lät prägla en serie mynt med porträtt av sin mor Irene, även om de bysantinska mynten avbildar en bystbild framifrån, inte en profil, så de kan inte ha använts som direkt modell för de merciska mynten.
Omkring den tid då Jaenberht avled och efterträddes av Æthelheard åren 792-3, förändrades silvervalutan ännu en gång, mynten blev nu ännu tyngre och en standardiserad design utan porträtt infördes på alla myntverk. Inga av Jaenberhts eller Cynethryths mynt finns i denna mynttyp, men alla av Æthelheards mynt är av denna nya tyngre mynttyp.
Det finns även några guldmynt från Offas regeringstid. En är en kopia av en abbasidisk dinar präglad år 774 av kalif Al-Mansur, med "Offa Rex" på frånsidan. Det är tydligt att bankiren inte hade några kunskaper i arabiska eftersom den arabiska texten har många fel. Myntet kan ha tillverkats för handel med det arabiska Spanien eller kan vara en del av den årliga betalningen av 365 mancuser som Offa lovat Rom. Det finns andra västerländska kopior av abbasidiska dinarer under denna tid, men det är inte känt om de är engelska eller frankiska. Två andra guldmynt från denna tid finns bevarade från två olika bankirer, Pendraed och Ciolheard: den förra tros vara från Offas regeringstid, men den senare kan höra till Offas tid eller till Coenwulf, som kom till tronen år 796. Man vet inget definitivt om hur de användes men de kan ha präglats för att användas som allmosor.
Även om många av mynten bär bankirens namn, finns det inget som visar på vilket myntverk de präglats. Därför är det oklart hur många myntverk Offa använde och var de låg. Den nutida uppfattningen är att det fanns fyra myntverk: i Canterbury, Rochester, East Anglia och London.

## Ställning
Den titel som Offa oftast använde på sina dokument var "rex Merciorium", eller "kung över mercierna", även om den ibland förlängdes till "kung av mercierna och omgivande nationer". Ibland använde han titeln "Rex Anglorum", eller "kung över engelsmännen", och har setts som ett svepande uttryck för hans makt. Detta är dock omdebatterat, och flera av de privilegiebrev där Offa kallas "rex Anglorum" är av tveksam äkthet. De kan vara förfalskningar från 900-talet, då den titeln var standard för kungar av England. Det bästa beviset på Offas användning av denna titel kommer från mynt, inte dokument, och det finns några pennies med "Of ℞ A" inristat, men det anses inte vara säkert att det stod för "Offa Rex Anglorum".
I Anglo-Saxon England argumenterade Stenton för att Offa kanske var den största kungen i de engelska rikena, för att ingen annan kung såg på världen i stort med ett så skarpt politiskt sinne. Många historiker, som Peter Hunter Blair, betraktar Offas bedrifter som de främsta efter Alfred den stores, bland de anglosaxiska kungarna. Offas regeringstid har ibland betraktas som ett nyckelstadium i övergången till ett enat England, men det är inte längre den allmänna uppfattningen bland historiker inom området. Med Simon Keynes ord "Offa drevs av maktlust, inte en vision om engelskt enande, och han efterlämnade ryktbarhet, inte ett arv. " Numera tror man att han såg sig själv som "Merciernas kung", och hans militära framgångar var en del av övergången för Mercia från överherrskap över folket i Midland, till ett mäktigt och aggressivt rike.

## Död och tronföljd
Offa avled år 796, antingen den 26 eller 29 juli, och begravdes i Bedford. Han efterträddes av sin son, Ecgfrith, men enligt Anglo-Saxon Chronicle avled Ecgfrith efter bara 141 dagars regeringstid. Ett brev skrivet av Alcuin år 797 till en mercisk ealdorman vid namn Osbert, klargör att Offa hade ansträngt sig för att försäkra sig om att sonen Ecgfrith skulle efterträda honom. Enligt Alcuin dog inte Ecgfrith "för sina egna synder; straffet för den blodspillan som fadern vållat för att vinna kungadömet har drabbat sonen. För ni vet mycket väl hur mycket blod som hans fader spillde för att säkra riket åt sin son". Det är tydligt att Offa hade eliminerat rivaler i ätten för att Ecgfrith skulle välsignas som tronföljare år 787. Detta slog dock tillbaka, eftersom det inte fanns några manliga släktingar till Offa eller Ecgfrith och Coenwulf, Ecgfriths efterträdare, var bara på avstånd släkt med Offas ätt.